# Vermiophis wudangensis
Vermiophis wudangensis är en tvåvingeart som beskrevs av Yang och Chen 1986. Vermiophis wudangensis ingår i släktet Vermiophis och familjen Vermileonidae. Inga underarter finns listade i Catalogue of Life.